# تورخم
تورخم منطقه مرزی بین جلال آباد افغانستان و پیشاور پاکستان می‌باشد. ساکنان تورخم و دره خیبر مردم پشتون می‌باشند که توسط خط دیورند از هم جدا شده‌اند. تورخم شلوغ‌ترین نقطه مرزی افغانستان است که همیشه شب و روز پرازدحام از مردم و وسایل ترانسپورتی می‌باشد. در این سرحد دو راه وجود دارد. راه قانونی و راه غیر قانونی. راه غیرقانونی، به نام راه شترها یاد می‌شود. عابران و تاجران از هر دو راه استفاده می‌کنند. رفت‌وآمد بدون پاسپورت نیز از راه غیرقانونی انجام می‌شود. نقطه آخر اتصال در پاکستان تنگه خیبر و در افغانستان کوه شمشاد می‌باشد. تورخم محل اقامت قومندان حضرت علی از تنظیم مولوی خالص است که الی ۲۰۰۱ علیه طالبان می‌جنگید.

## آب وهوا
آب وهوای تورخم در تابستان خیلی گرم می‌باشد. در فصل گرم،گرما تا حدود ۴۵ درجه سانتی گراد می‌رسد. زمستان معتدل و بی برف  دارد. ارتفاع آن از سطح دریا ۱۰۶۶ متر میباشد.

## راه آهن
بزرگ راه بین تورخم و پشاور، با نام بزرگ راه بین‌المللی A۱ یاد می‌شود که از کراچی آغاز گردیده، در شهر هرات، افغانستان را به ایران وصل می‌کند. در سال ۱۸۹۱ میلادی دولت انگلیس راه آهن را از هند الی بندر تورخم رسانید. در آن زمان امیر عبدالرحمان خان از ادامه راه آهن در داخل افغانستان ممانعت نمود. در سال ۲۰۱۰ قراردادی بین دولت پاکستان و افغانستان منعقد شد تا این راه آهن الی جلال آباد امتداد یابد.